# Edwin Maxwell
Edwin Maxwell est un acteur irlandais, né à Dublin le 9 février 1886 et mort à Falmouth dans le Massachusetts le 13 août 1948.

## Filmographie partielle
- 1930 : Les Amours d'une courtisane (Du Barry, Woman of Passion) de Sam Taylor
- 1931 : Ambassador Bill de Sam Taylor
- 1931 : New Adventures of Get Rich Quick Wallingford de Sam Wood
- 1932 : Dans la nuit des pagodes (The Son-Daughter) de Clarence Brown
- 1932 : À tour de brasses (You Said a Mouthful) de Lloyd Bacon
- 1933 : Princesse Nadia (Tonight Is Ours) de Stuart Walker
- 1933 : Gambling Ship de Louis Gasnier
- 1934 : Patte de chat (The Cat's-Paw) de Sam Taylor
- 1934 : The Ninth Guest de Roy William Neill
- 1935 : Votez pour moi (Thanks a Million) de Roy Del Ruth
- 1936 : A Man Betrayed de John H. Auer
- 1936 : Dangerous Waters de Lambert Hillyer
- 1937 : L'Amour en première page (Love Is News) de Tay Garnett : Kenyon
- 1937 : Alerte la nuit (Night Key) de Lloyd Corrigan
- 1937 : Torture Money (court métrage oscarisé)
- 1943 : Holy Matrimony de John M. Stahl
- 1944 : Waterfront de Steve Sekely
- 1947 : Un gangster pas comme les autres (The Gangster) de Gordon Wiles
- 1947 : Second Chance de James Tinling